# Pinkpop 1978
Pinkpop 1978 werd gehouden op maandag 15 mei 1978 op het Sportpark Burgemeester Damen in Geleen. Het was de 9e van 17 edities van het Nederlands muziekfestival Pinkpop in Geleen, waar ook de eerste editie plaatsvond. Er waren circa 42.000 toeschouwers.
Presentatie: John Peel.

## Optredens
- Partner
- Mother's Finest
- Jonathan Richman and the Modern Lovers
- Robert Gordon & Link Wray
- Graham Parker & the Rumour
- Journey
- Thin Lizzy